# Halina Balaszczuk
Halina Balaszczuk (ur. 6 stycznia 1947 w Katowicach, zm. 17 września 1986 w Katowicach) – polski historyk, bibliotekarz i muzealnik, w latach 70. XX wieku pracownik Wojewódzkiej i Miejskiej Biblioteki Publicznej w Katowicach, a następnie Biblioteki Śląskiej, kierownik Działu Naukowo-Oświatowego Muzeum Historii Katowic w latach 1983–1986.

## Życiorys
Ukończyła II Liceum Ogólnokształcące im. Marii Konopnickiej w Katowicach (1964), dwuletni kurs bibliotekarski (1967) i studia wyższe na Wydziale Nauk Społecznych Uniwersytetu Śląskiego w Katowicach, na kierunku historia (1970–1975, w 1975 obroniła pracę magisterską pt. Działalność Towarzystwa Czytelni Ludowych na Górnym Śląsku 1922–1939).
Od 1964 pracowała w filii w Bogucicach katowickiej Miejskiej Biblioteki Publicznej, a następnie tamże jako instruktor sieci miejskiej bibliotek, od 1970 jako instruktor ds. czytelnictwa dzieci i młodzieży tamże. W tej instytucji organizowała imprezy czytelnicze dla dzieci i młodzieży, a także dorosłych, pisała i redagowała teksty do kwartalnika Wojewódzkiej i Miejskiej Biblioteki Publicznej w Katowicach pt. „Pomagamy sobie w pracy” (od 1978 funkcjonujący jako „Kwartalnik Metodyczny”), popularyzatorka czytelnictwa. Od 1977 pracowała na stanowisku wicedyrektora Wojewódzkiej i Miejskiej Biblioteki Publicznej w Katowicach (podlegała jej sieć miejska), a w 1978 przeszła do Biblioteki Śląskiej, gdzie utworzyła i zorganizowała Dział Dokumentów Życia Społecznego. Równocześnie ukończyła Podyplomowe Studium Bibliotekoznawstwa i Informacji Naukowej na Uniwersytecie Wrocławskim. W latach 1973–1980 wykładała w Pomaturalnym Studium Bibliotekarskim. W 1983 przeszła z Biblioteki Śląskiej do Muzeum Historii Katowic, gdzie pracowała jako starszy kustosz. W muzeum utworzyła i zorganizowała Dział Naukowo-Oświatowy, odpowiadający za obsługę zwiedzających, opracowanie planów rocznych działalności placówki oraz promocję instytucji.
W 1973 odznaczona Brązowym Krzyżem Zasługi.
Zmarła 17 września 1986 w Katowicach. Została pochowana na cmentarzu parafialnym w Bogucicach.